# Thyreotus
Thyreotus is een geslacht van hooiwagens uit de familie Epedanidae.
De wetenschappelijke naam Thyreotus is voor het eerst geldig gepubliceerd door Thorell in 1889. 

## Soorten
Thyreotus omvat de volgende 2 soorten:
- Thyreotus bifasciatus
- Thyreotus bimaculatus